# Trasporto mediante condotte dell'Azerbaigian
Il trasporto mediante condotte dell'Azerbaigian è un tipo di trasporto al servizio dell'energia in Azerbaigian, destinato principalmente al trasporto di petrolio e gas naturale. Le condotte forniscono un percorso razionale per il trasporto di materie prime sia all'interno che all'esterno del paese.

## Storia
In Azerbaigian, lo sviluppo del trasporto mediante condotte coincide con il periodo di sviluppo dell'industria petrolifera.
La prima condotta in Azerbaigian era un oleodotto tra i giacimenti petroliferi della Balakhani e una raffineria di petrolio. Solo all'inizio del XXI secolo fu posato un oleodotto, che garantiva il rilascio del petrolio d'Absheron sui mercati mondiali.

## Oleodotti

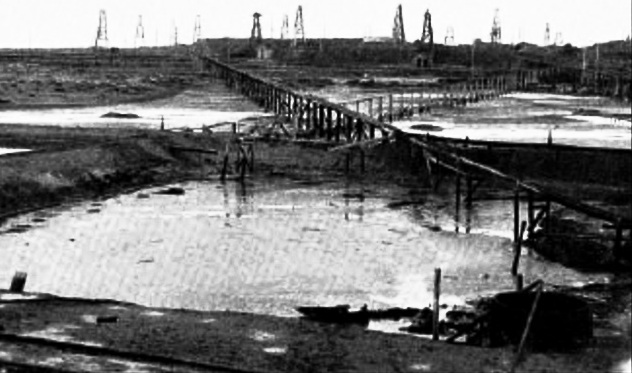
Il primo oleodotto nel territorio dell'Azerbaigian Balakhany - Città Nera

La lunghezza degli oleodotti in Azerbaigian è più di 4,6 mila km.

### Oleodotti interni
- Balakhani - Città nera

Questo oleodotto, posato nel 1878 con una lunghezza di 12 km, collegava i giacimenti petroliferi di Balakhani con una raffineria di petrolio, divenne il primo oleodotto di Baku. Questo oleodotto è stato costruito secondo l'ordine della "Società per azioni per la produzione di petrolio fratelli Nobel".
Nel 1879, fu commissionato il secondo oleodotto Balakhani, la città nera con una lunghezza di circa 13 km, e poi altri tre:
- Balakhani - Impianto di Surakhani
- Impianto di Surakhani - Zikh
- Balakhani - Città Nera 3

Tutti questi oleodotti sono stati progettati e costruiti da Vladimir Grigor'evič Šuchov.
- Shirvan - Baku

Questo oleodotto, della lunghezza di 134 km, fu posato nel 1963.
- Shirvan - Dashgil

La lunghezza dell'oleodotto è 40 km.
- Siyazan - Baku
- Neft Dashlari - Baku
- Dubendi - Boyuk Shor
- Dubendi - Keshla

La lunghezza dell'oleodotto è 40 km.
- Dubendi - Surakhani - Boyuk Shor

La lunghezza dell'oleodotto è 40 km.
- Dashgil - Sangachal - Keshla

La lunghezza dell'oleodotto è 90 km.
- Buzovna - Sabunchi

La lunghezza dell'oleodotto è 120 km.
- Binagadi - Keshla

La lunghezza dell'oleodotto è 8 km.

### Oleodotti esterni
- Baku - Batumi

L'idea di costruire questo oleodotto è stata avanzata da Dmitrij Ivanovič Mendeleev nel 1880. Questo è il primo oleodotto che va oltre i confini dell'Azerbaigian fu commissionato nel 1907 tra Baku e Batumi, sebbene la costruzione fosse iniziata nel 1897. La lunghezza dell'oleodotto è di 860 km. Dal 1930, questa condotta è stata utilizzata per il trasporto di petrolio greggio.
- Baku - Grozny - Tikhoretsk - Novorossiysk

Nel 1995 è stato posato l'oleodotto Baku-Grozny-Tikhoretsk-Novorossiysk, la cui lunghezza era di 1346 km, di cui 230 passa attraverso il territorio dell'Azerbaigian. Per la prima volta il petrolio è stato esportato tramite questa rotta nel 1997, il 25 ottobre. La capacità annuale dell'oleodotto è di 5 milioni di tonnellate di petrolio.
- Baku - Novorossijsk

L'accordo sul trasporto di petrolio caspico è stato firmato il 18 febbraio 1996 a Mosca tra l'Azerbaigian e la Russia. La lunghezza totale dell'oleodotto è di 1.330 km, di cui 231 attraversano il territorio dell'Azerbaigian. Il 25 ottobre 1997, la prima parte del petrolio azerbaigiano ha iniziato a scorrere attraverso questo oleodotto fino al mercato mondiale. La capacità massima giornaliera del gasdotto è di 105.000 barili.
- Baku - Supsa

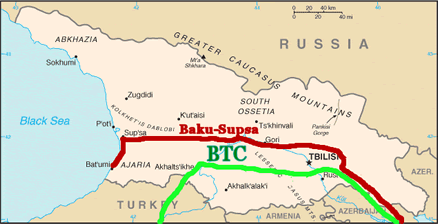
Baku - Supsa

La costruzione è iniziata nel 1997. L'oleodotto è stato messo in funzione nel 1999, il 17 aprile. La lunghezza totale dell'oleodotto è di 920 km, di cui 480 attraversano il territorio azerbaigiano. L'oleodotto serve a trasportare circa 15 milioni di tonnellate di petrolio caspico all'anno nei paesi occidentali.
- Baku - Tbilisi - Ceyhan

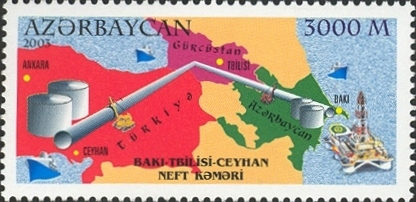
Baku-Tbilisi-Ceyhan, Francobollo dell'Azerbaigian

I discorsi sull'oleodotto Baku-Tbilisi-Ceyhan sono stati avviati già dal 20 settembre 1994, quando l'Azerbaigian e le compagnie petrolifere hanno concordato lo sviluppo dei giacimenti Azeri-Chirag-Gunashli. Il 18 novembre 1999 è stato firmato a Istanbul un accordo per la costruzione dell'oleodotto, nell'aprile del 2003 è iniziata la costruzione dell'oleodotto e il 12 ottobre 2005 è stato aperto la parte nel distretto di Gardabani in Georgia. Il 31 maggio 2006, la costruzione fu ufficialmente completata, e il 2 giugno la prima nave cisterna fu riempita a Ceyhan.
L'oleodotto si estende dal terminal del Sangachal al porto turco mediterraneo di Ceyhan. È stato commissionato nel 2006. La lunghezza totale del gasdotto è di 1.730 km, di cui 468 km passa tramite il territorio dell'Azerbaigian (il resto 1037 – in Turchia e 225 – in Georgia). Attraverso questo oleodotto vengono trasportati circa 50 milioni di tonnellate di petrolio all'anno ai mercati mondiali. La capacità massima giornaliera è di 1 milione di barili.

## Gasdotti

### Gasdotti interni
- Zira - Baku
- Siyazan - Sumgait
- Garadagh - Sumgait
- Garadagh - Salyan
- Garadagh - Baku
- Galmaz - Shirvan
- Siyazan - Gyuzdak

### Gasdotti esterni
- Garadagh - Agstafa - Tbilisi

Il gasdotto, la cui lunghezza era di 511 km, fu posato nel 1959-1960.
- Gazi Mammad - Astara - Abadan

Il gasdotto per il trasporto del gas naturale dalla regione di Hajigabul all'Iran. L'accordo sulla costruzione fu firmato nel 1965 tra l'Unione Sovietica e l'Iran. L'apertura del progetto è avvenuta nel 1970. La lunghezza del gasdotto è di 1.474 km, di cui 296 km attraversano il territorio dell'Azerbaigian.
- Baku - Tbilisi - Erzurum

Il gasdotto è destinato al trasporto del gas naturale azerbaigiano dal giacimento di Shah Deniz alla Georgia e alla Turchia. La lunghezza totale è di 980 km. Il volume di produzione annuale è di 20 miliardi di metri cubi.
- Nabucco

Nabucco era il progetto non realizzato del gasdotto dal Turkmenistan e dall'Azerbaigian verso i paesi dell'UE, in particolare in Austria e in Germania. La lunghezza pianificata è di 3300 km. La preparazione del progetto è iniziata nel 2002. L'inizio della costruzione è stato pianificato per il 2011 e la fine del 2014. Il 28 giugno 2013 il progetto è stato dichiarato chiuso.
- Baku–Novo Filya

Il gasdotto azero-russa che si estende da Baku a confine con la Russia sulla costa del Mar Caspio. La lunghezza totale è di 200 km. Viene utilizzato sia per le forniture di gas per il mercato russo, sia nell'ordine inverso.
- Gasdotto Trans-Caspico

Si tratta di un gasdotto sottomarino pianificato collegare Turkmenbashi e Baku per il trasporto del gas turkmeno a Baku e più avanti tramite il Corridoio meridionale del gas verso l'Europa. Gli accordi di costruzione sono stati firmati nel 1999. In futuro, questo gasdotto entrerà a far parte del gasdotto TAP in Turchia.
- Gasdotto Trans-Anatolico

Si tratta di un gasdotto in costruzione dall'Azerbaigian via Georgia e Turchia fino al confine con la Grecia, dove il gasdotto Trans-Adriatico sarà la sua continuazione. Il gasdotto prevede il trasporto del gas dal giacimento dell'Azerbaigian Shah Deniz al confine occidentale della Turchia. Il progetto è stato annunciato per la prima volta nel 2011 e contemporaneamente è stato firmato un Memorandum d'intesa tra l'Azerbaigian e la Turchia. La costruzione del gasdotto è iniziata a marzo 2015, il completamento è previsto per giugno 2018. Il gasdotto è considerato parte dell'espansione del gasdotto del Caucaso meridionale.
- Gasdotto Trans-Adriatico

È un gasdotto in costruzione per il trasporto del gas naturale. Il progetto del gasdotto è stato annunciato nel 2003. Nel marzo 2007 è stata completata la progettazione generale del gasdotto. A marzo 2016, la Commissione europea ha approvato la costruzione del gasdotto e nel mese di maggio è iniziata la costruzione. Il percorso del gasdotto parte dalla regione del Mar Caspio e dal Medio Oriente fino all'Europa occidentale. La lunghezza totale è di 878 km e tranne l'Azerbaigian e la Turchia il gasdotto passa attraverso la Grecia, l'Albania, il mare Adriatico (parte offshore) e l'Italia. La capacità annuale stimata del gasdotto è di 10 miliardi di metri cubi. La data di lancio prevista è il 2020.